# エル・プエルト・デ・サンタ・マリア
エル・プエルト・デ・サンタ・マリーア（スペイン語: El Puerto de Santa María）は、スペイン・アンダルシア州カディス県のムニシピオ（基礎自治体）。「聖マリアの港」という意味を持つ。

## 地理

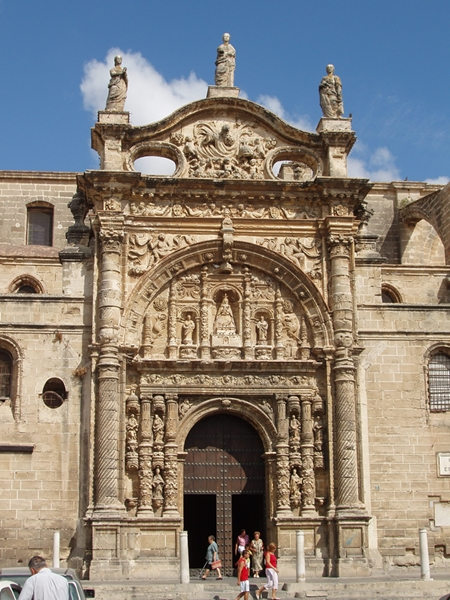
マヨール・プリオル教会

エル・プエルト・デ・サンタ・マリーアは、大西洋に面したカディス湾沿岸に位置する。近郊の自治体は、ヘレス・デ・ラ・フロンテーラ、ロタ、プエルト・レアル、カディスである。海水浴で人気を集める観光都市でもある。シェリー港として知られる主要港を持つ。自治体の大部分はカディス湾自然保護区となっている。

## 人口
| エル・プエルト・デ・サンタ・マリーアの人口推移 1900－2010 |
|                                                           |
| 出典:INE（スペイン国立統計局）1900年 - 1991年、1996年 -   |

## 歴史
ホメロスの『オデュッセイア』によれば、トロヤ戦争の後にギリシャ側についていたアテネ王メネステウスが自軍を率いてジブラルタル海峡を通って逃亡し、グアダレーテ川にたどりついたという。彼らはこの地に定住し、メネステウス港という港を築いた。
711年、北アフリカからやってきたムーア人がスペイン南部へ侵攻した。フェニキア人と古代ローマ人の製塩工場があったため、彼らは地名を『塩の港』を意味するアルカンテ（Alcante）またはアルカナティフ（Alcanatif）と名付けた。
1260年、カスティーリャ王アルフォンソ10世がムーア人から都市を奪い、サンタ・マリーア・デル・プエルト（Santa María del Puerto、港の聖マリア）と改名した。彼は土地配分を指揮し、カスティーリャ王国のもとでの憲章を認めた。彼がガリシア＝ポルトガル語で編纂したとされる写本聖マリアのカンティガ集（es:Cantigas de Santa Maria） CSM 367では、アルフォンソ10世は『サンタ・マリーア・デル・プエルトの教会を訪問後、傷めていた脚が奇跡的に癒された』と歌っている。

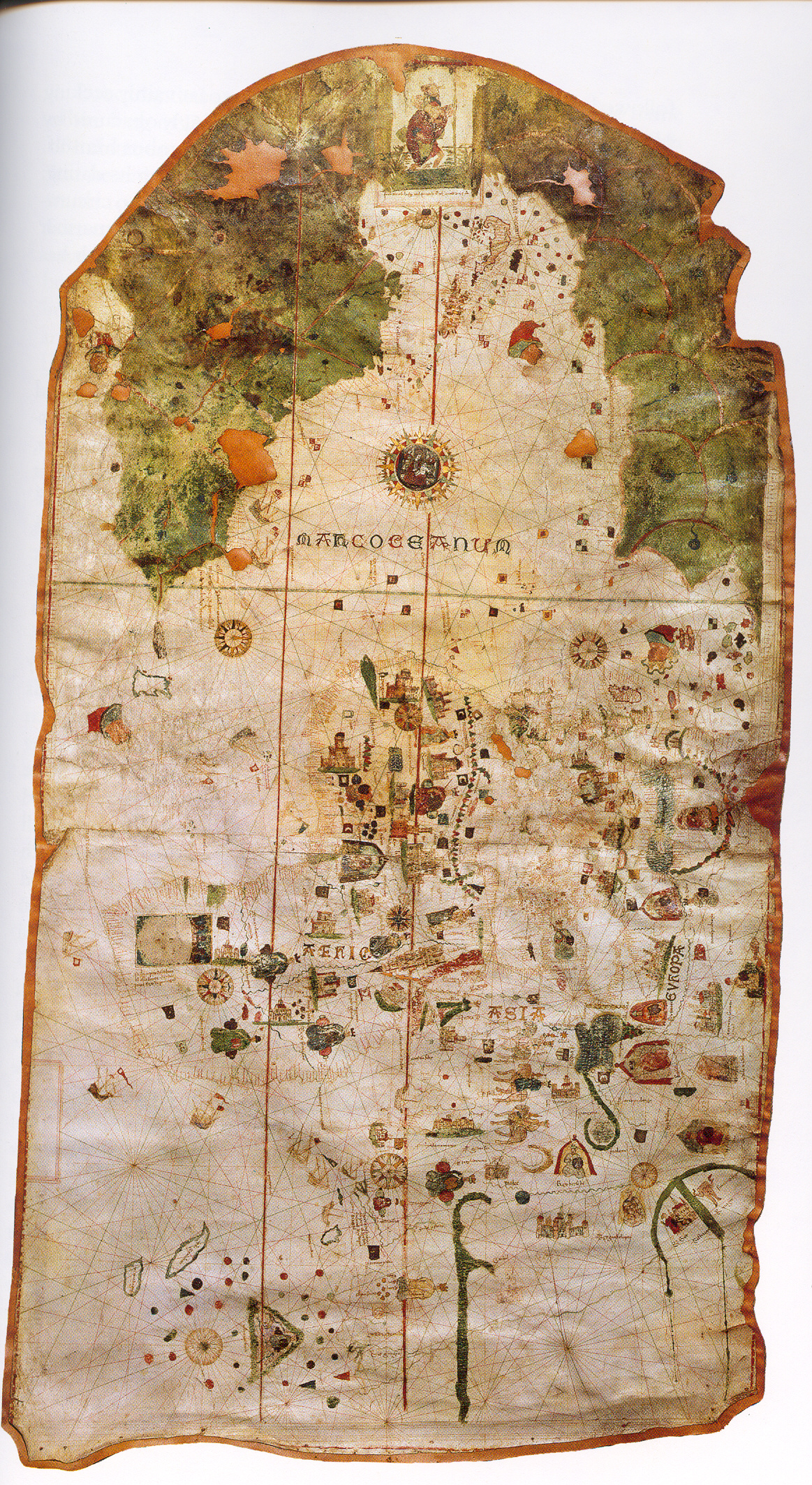
コサのマッパ・ムンディ

1480年、クリストバル・コロンはエル・プエルト・デ・サンタ・マリーアを訪れ、遠征計画の奨励を受けた。新大陸への第二次航海の際はエル・プエルト・デ・サンタ・マリーアから出発、1500年にマッパ・ムンディを発行した水先案内人フアン・デ・ラ・コサに会った。フアンは1500年にこの町でマッパ・ムンディを製作した。
エル・プエルト・デ・サンタ・マリーアには、スペインにおける新世界貿易を司る、裕福なカルガドレス商人数名が住んでいた。16世紀から17世紀、スペイン海軍ガレー船の冬期港とされていた。スペイン継承戦争では1702年にイングランド・オランダ連合軍に占領されたがすぐに解放された（カディスの戦い）。
19世紀のスペイン独立戦争の間、エル・プエルト・デ・サンタ・マリーアにはジョセフ・ボナパルトが指揮するフランス軍本部が置かれていた。

## 経済

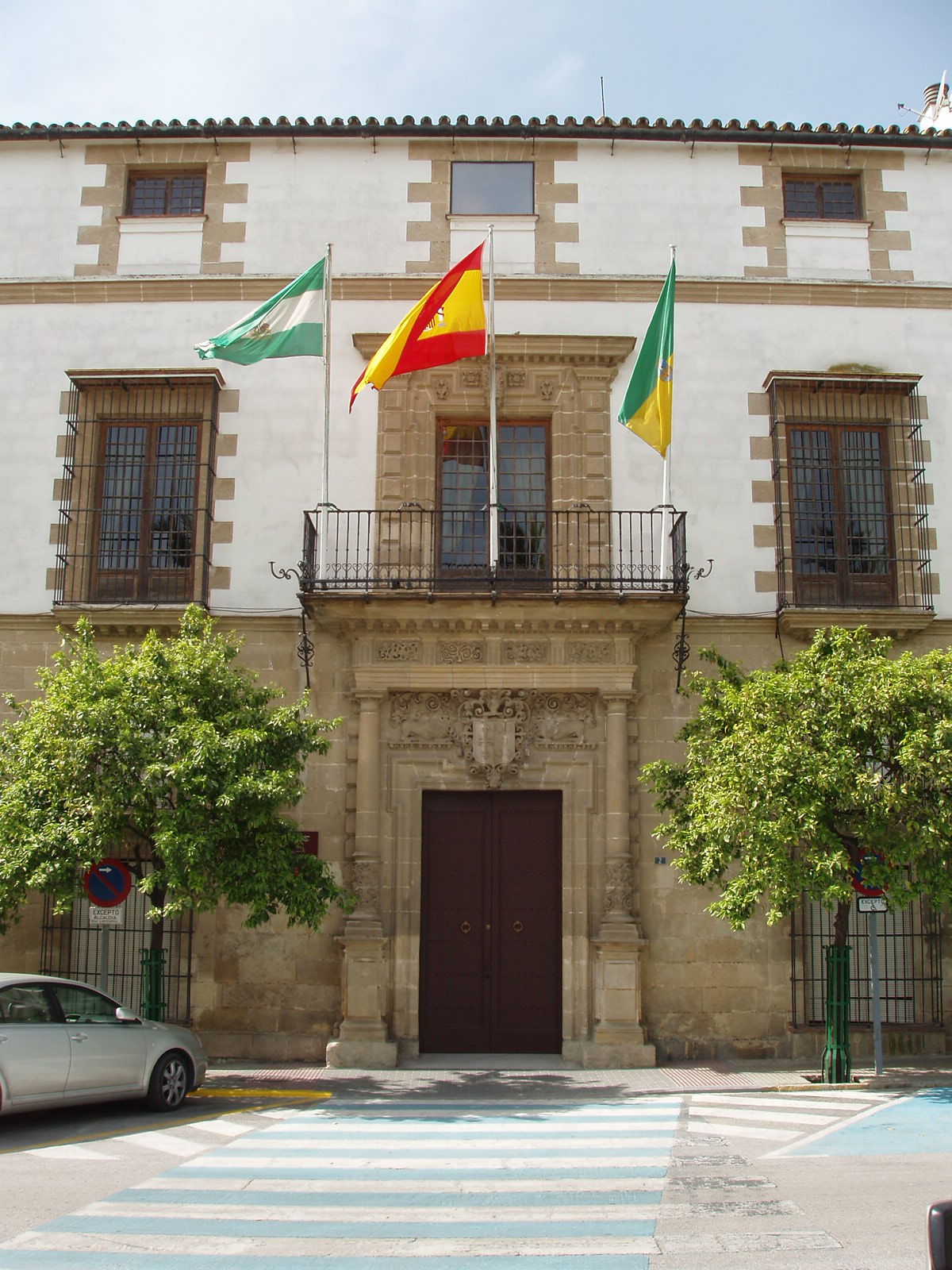
自治体庁舎

夏期にアリーナで開かれる闘牛同様、観光が最重要の経済活動である。ヘレス・モトGPの会期中、エル・プエルトは多くのモーター・サイクリスト集団を受け入れている。中心部とその周辺では商業が盛んで、ワイン産業も非常によく発達している。

## 出身の著名人
- ホセ・マヌエル・ピント・コロラド - サッカー選手
- ホアキン・サンチェス - サッカー選手
- ラファエル・アルベルティ - 詩人

## 姉妹都市
- ブライトン、イギリス
- カルペ、スペイン
- テスココ、メキシコ
- コーラル・ゲイブルス、アメリカ合衆国